# Saison 2016 des Orioles de Baltimore
La saison 2016 des Orioles de Baltimore est la 116e saison en Ligue majeure de baseball pour cette franchise et la 63e depuis son arrivée à Baltimore. 
En 2016, les Orioles, qui n'ont pas connu de saison perdante depuis 2011, défient une fois de plus les pronostics. Ils remportent 8 parties de plus qu'en 2015 et sont qualifiés en éliminatoires pour la 3e fois en 5 ans. Leur bilan de 89 victoires et 73 défaites est le même que celui des Blue Jays de Toronto, avec qui ils partagent le second rang de la division Est de la Ligue américaine, à 4 matchs des meneurs, Boston. Opposés aux Jays dans le match de meilleur deuxième de la Ligue américaine qui lance les éliminatoires à Toronto, les Orioles perdent en manches supplémentaires, ce qui met un point final à leur saison 2016.

## Contexte
Malgré le second championnat des coups de circuit remporté par Chris Davis, qui en frappe 47 à la dernière année de son contrat avec Baltimore, les Orioles ne peuvent faire mieux en 2015 qu'une fiche de 81 victoires et 81 défaites, après trois années de suite avec un bilan positif. 

## Calendrier pré-saison
L'entraînement de printemps 2016 des Orioles se déroule du 3 mars au 4 avril.

## Saison régulière
La saison régulière de 162 matchs des Orioles débute le 6 avril par une visite aux Rays de Tampa Bay et se termine le 4 octobre suivant. Le match d'ouverture local à Oriole Park at Camden Yards est joué le 10 avril contre les Blue Jays de Toronto.

### Classement
| Ligue américaine division Est | V  | D  | %    | Diff. | Diff. (séries) |
| ----------------------------- | -- | -- | ---- | ----- | -------------- |
| Red Sox de Boston             | 93 | 69 | ,574 | -     | -              |
| Blue Jays de Toronto          | 89 | 73 | ,549 | 4     | -              |
| Orioles de Baltimore          | 89 | 73 | ,549 | 4     | -              |
| Yankees de New York           | 84 | 78 | ,519 | 9     | 5              |
| Rays de Tampa Bay             | 68 | 94 | ,420 | 25    | 21             |

## Affiliations en ligues mineures
| Niveau            | Équipe                 | Ligue                   |
| ----------------- | ---------------------- | ----------------------- |
| AAA               | Tides de Norfolk       | Ligue internationale    |
| AA                | Baysox de Bowie        | Eastern League          |
| A-Advanced        | Frederick Keys         | Carolina League         |
| A                 | Shorebirds de Delmarva | South Atlantic League   |
| A (saison courte) | IronBirds d'Aberdeen   | New York-Penn League    |
| Ligue des recrues | GCL Orioles            | Gulf Coast League       |
| Ligue des recrues | DSL Orioles 1          | Dominican Summer League |
| Ligue des recrues | DSL Orioles 2          | Dominican Summer League |